# George Samuel Perrottet

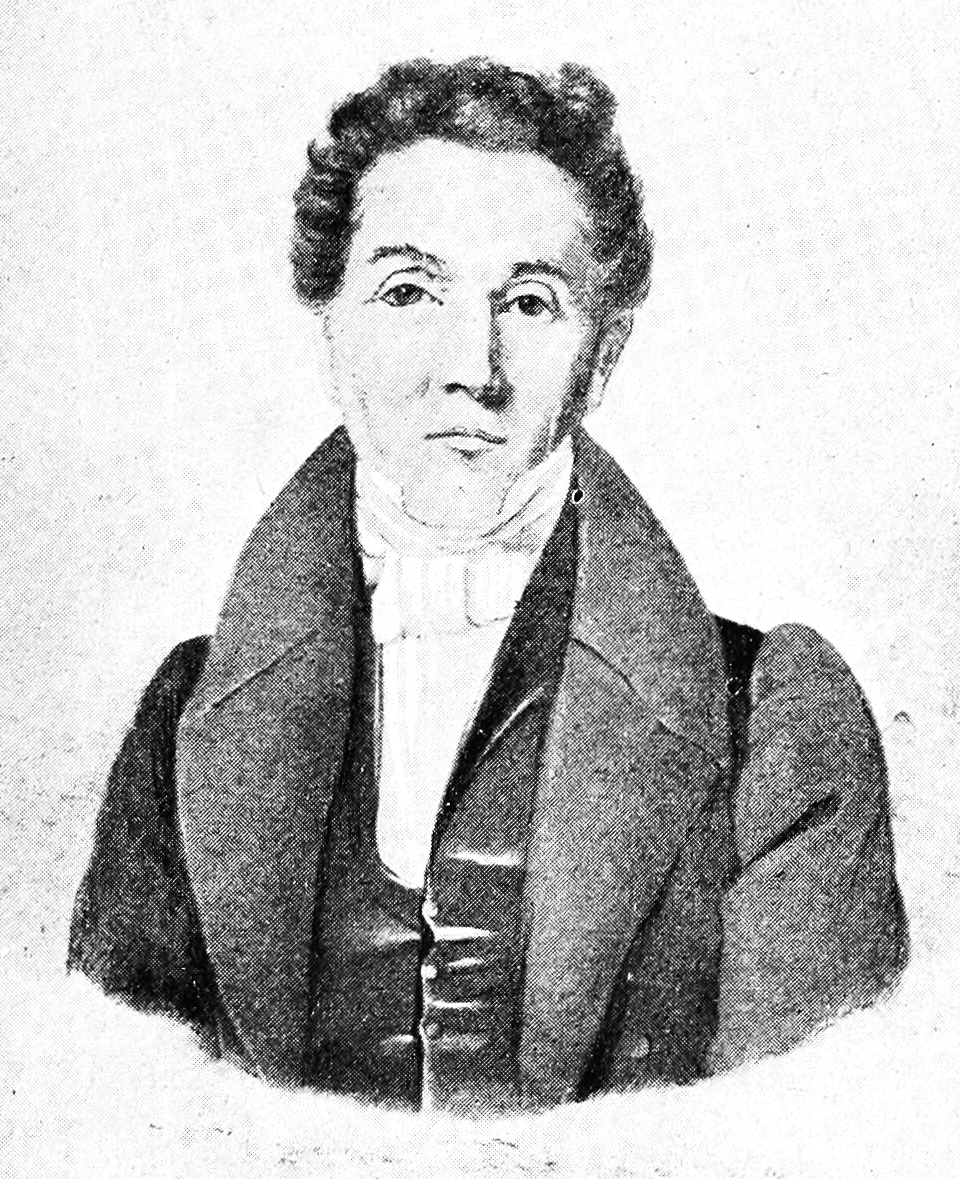
George Samuel Perrottet

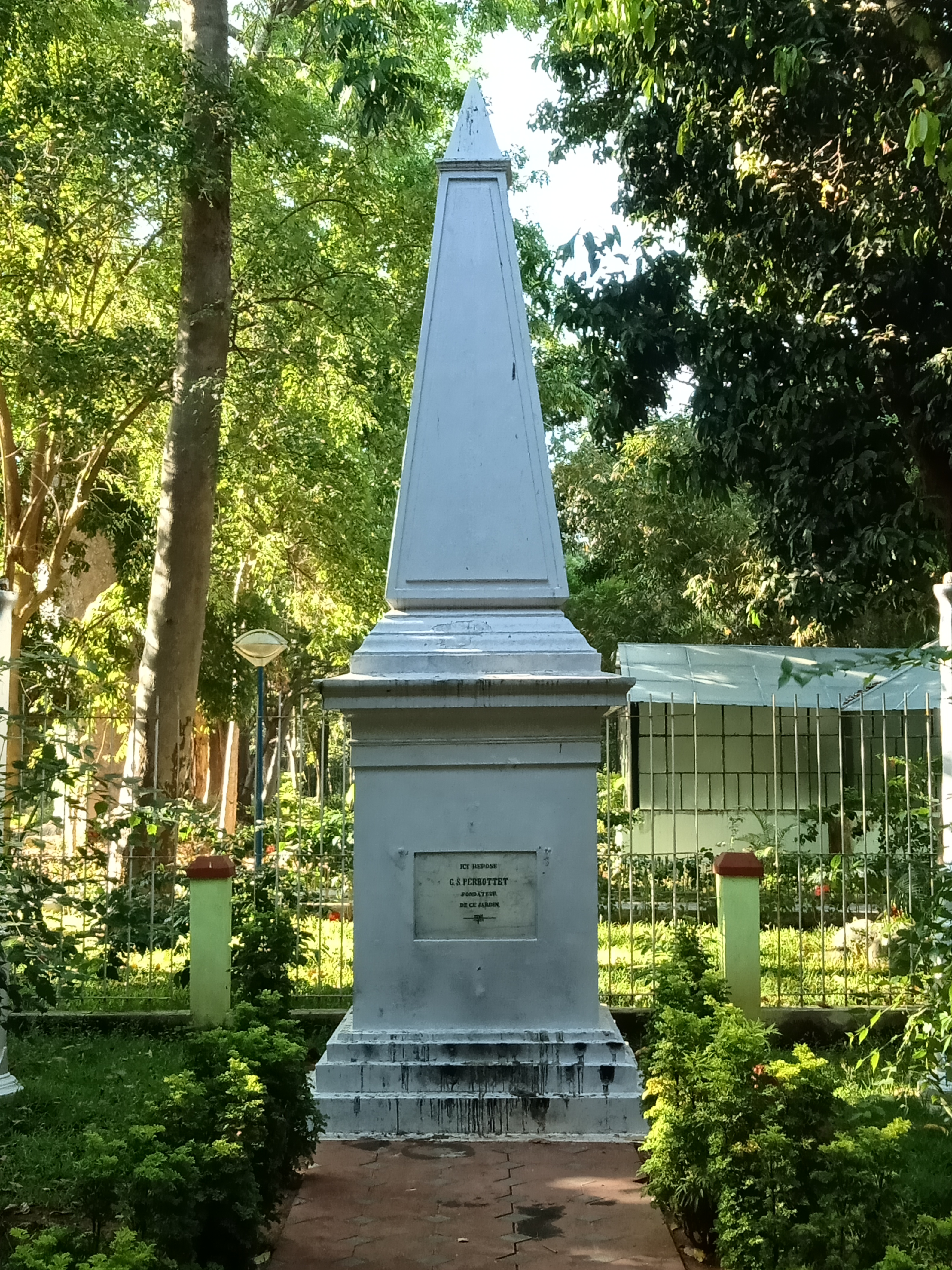
Sein Grab in Pondicherry (Indien)

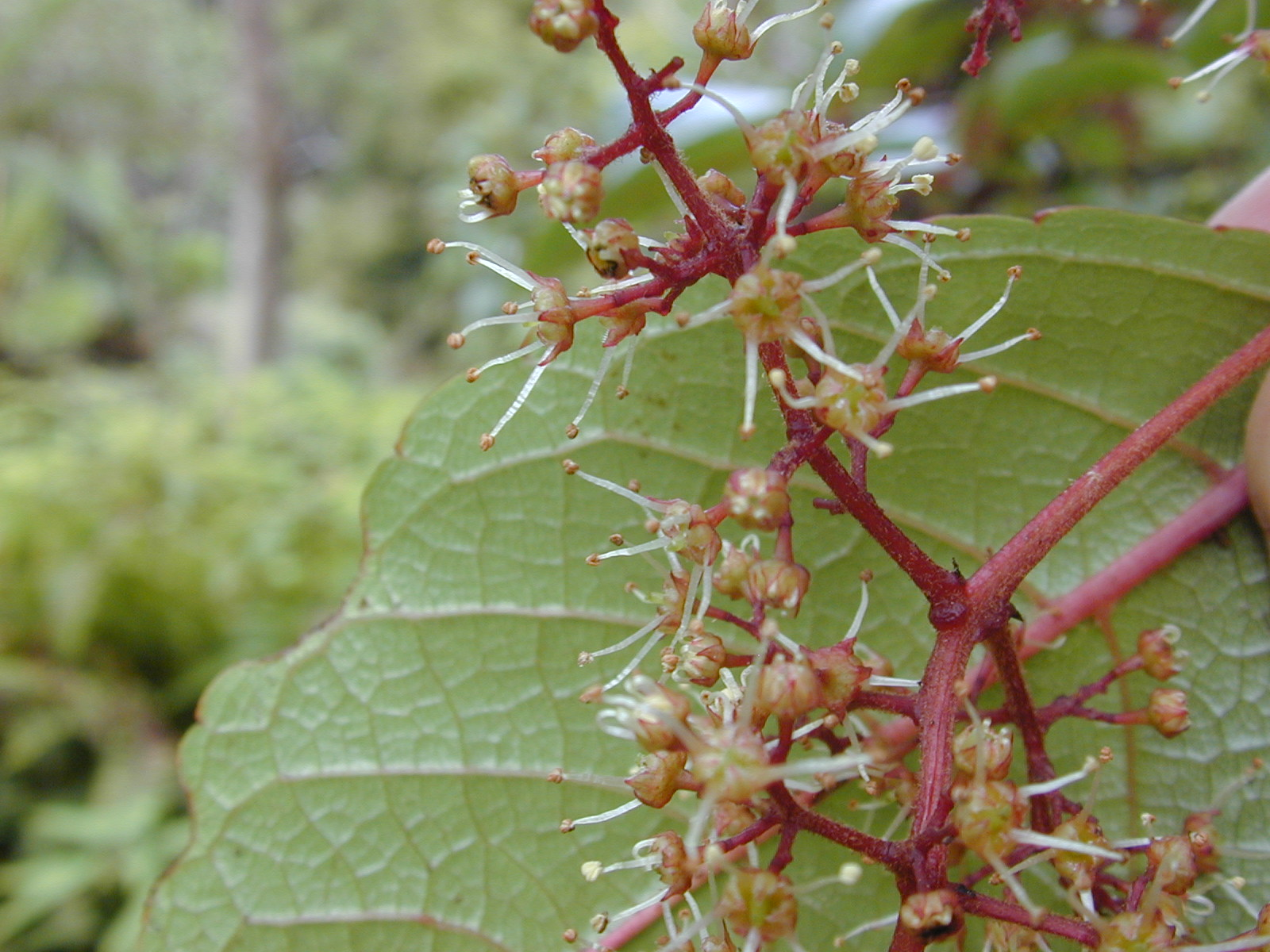
Perrottetia sandwicensis

George Samuel Perrottet (* 1793 in Nant, heute Gemeinde Mont-Vully, Kanton Freiburg; † 3. Januar 1870 in Pondicherry in Indien) war ein Schweizer Botaniker. Sein offizielles botanisches Autorenkürzel lautet „Perr.“

## Leben und Wirken
Er arbeitete als Gärtner im botanischen Garten in Paris und nahm von 1819 bis 1821 als Naturkundler an einer von Pierre Henri Philibert geleiteten Expedition teil. Auf dieser Reise sammelte er Pflanzen auf Réunion, Java und den Philippinen, um diese später in Französisch-Guyana zu kultivieren.
Von 1824 bis 1829 unternahm er Expeditionen in Westafrika im Gebiet des heutigen Gambia und Senegal einschliesslich der Insel Gorée und zu den Kapverdischen Inseln.
Zusammen mit Jean Baptiste Antoine Guillemin (1796–1842) und Achille Richard (1794–1852) publizierte er ein Werk zur Flora Senegambias Florae Senegambiae Tentamen (1830–1833), das von Joseph Decaisne (1807–1882) illustriert wurde.
Ab 1832 arbeitete Perrottet wieder in Paris, am Muséum national d’histoire naturelle, von 1834 bis 1839 dann am botanischen Garten von Pondicherry. 1839 kehrte er nach Frankreich zurück, wo er in der Seidenraupenzucht tätig war. Bereits 1843 ging er jedoch wieder nach Pondicherry, wo er bis zu seinem Tod im Jahr 1870 als Botaniker arbeitete.

## Ehrungen
Nach ihm ist die Pflanzengattung Perrottetia Kunth aus der Familie der Dipentodontaceae benannt.